# Voyage en Icarie

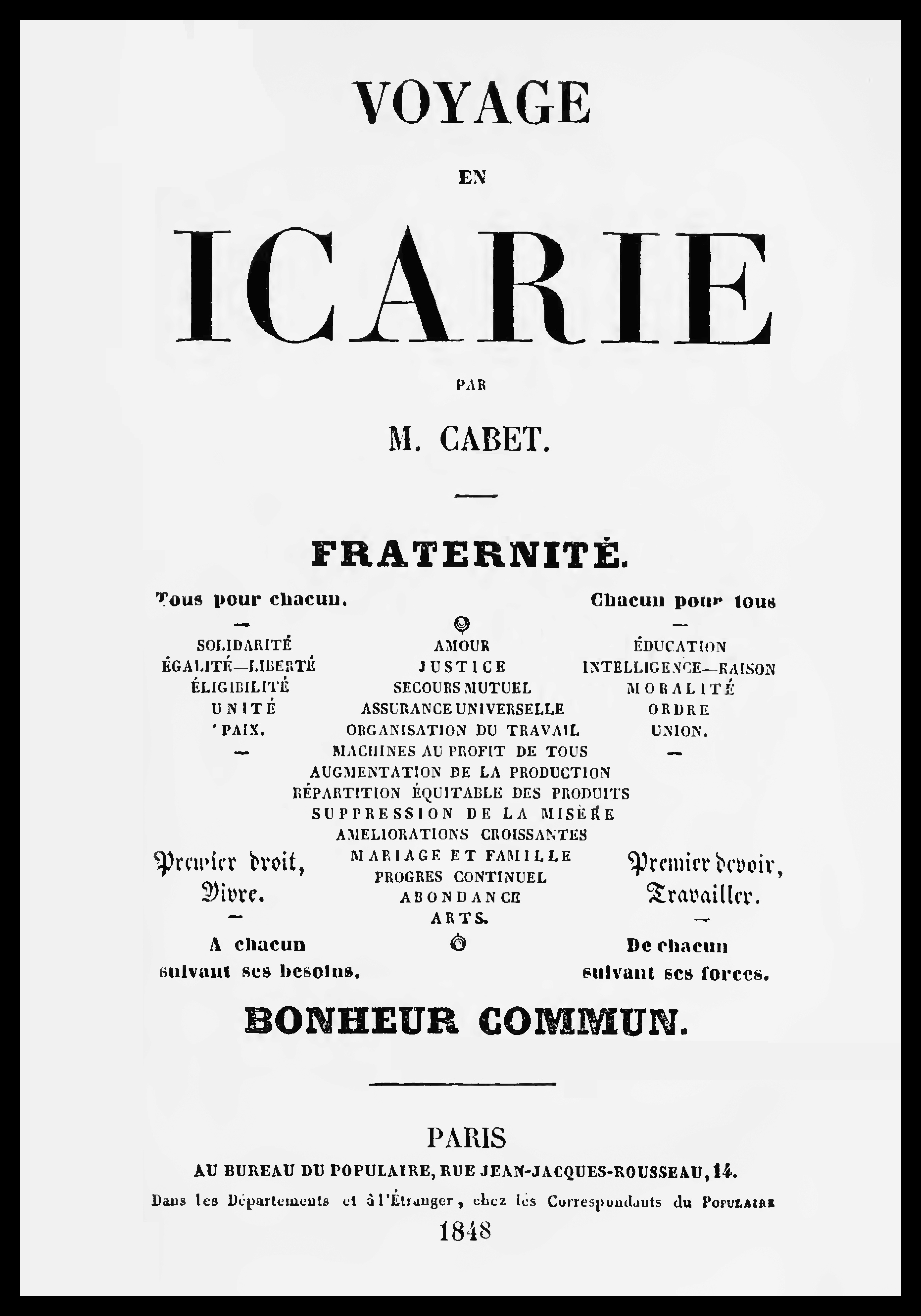
Titelblatt der Pariser Ausgabe, 1848

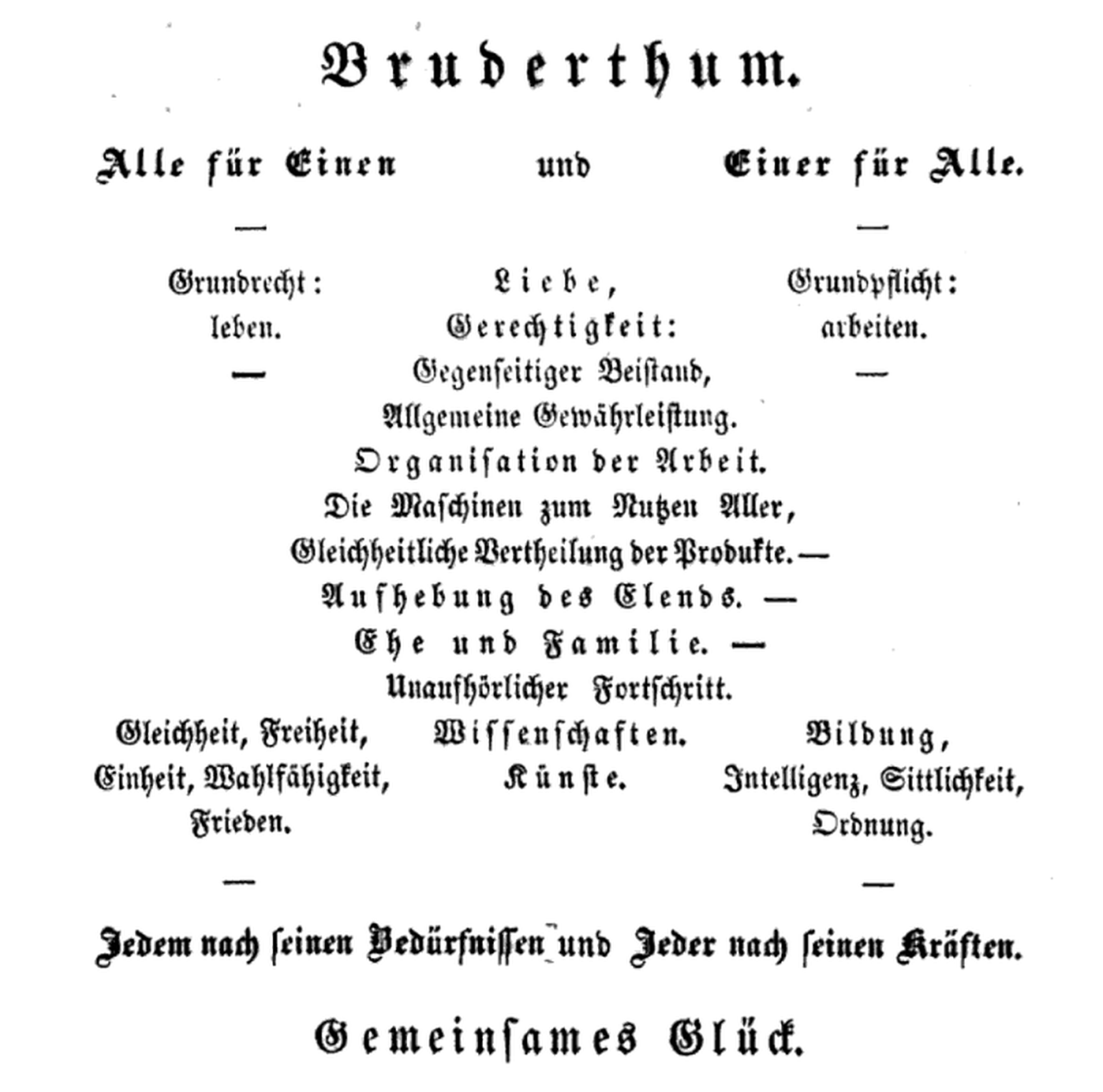
Untertitel in der Übersetzung von August Hermann Ewerbeck, 1847

Voyage en Icarie (französisch; Reise nach Ikarien) ist ein kommunistischer Staatsroman aus dem 19. Jahrhundert in der Form eines Reiseberichts, der zuerst 1840 in Paris veröffentlicht wurde.
Sein Verfasser ist der aus Dijon stammende Étienne Cabet (1788–1856). Cabet ging aus politischen Gründen nach England ins Exil, wo er den sozialen Visionär Robert Owen kennenlernte. Unter seinem Einfluss begann der Anwalt und Journalist den Roman zu schreiben. Ikarien ist in der griechischen Mythologie das Land, wohin Ikarus auf den 'Flügeln der Sehnsucht' flog.
In dem idealen Gemeinwesen Ikariens sind Privateigentum und Geldverkehr abgeschafft, es bestehen keinerlei Standesunterschiede mehr. Das Werk erinnert diesbezüglich an Utopia von Thomas Morus (ca. 1478–1535), auf das sich der ikarische Philosoph in dem Buch Cabets in seiner Argumentation für die Gütergemeinschaft explizit beruft. Die Wirtschaftsverfassung ist streng kommunistisch, es gibt nur noch einen Eigentümer: den republikanischen Staat. Letzterem gehört alles auf und unter dem Grund und Boden. Die Republik tritt in Gestalt staatlicher Komitees als Superunternehmer auf, der die gesamte Sphäre der Produktion, Distribution und Konsumtion gesetzlich plant und regelt. Die wirtschaftliche Kompetenz des Staates reicht von der Beschäftigung der Arbeiter über die Wahl der Industriestandorte und die Förderung der technologischen Modernisierung bis hin zur Verteilung der Güter.
Sein typographisch besonders gestalteter Untertitel fasst in kurzen Parolen das gesamte politische, ökonomische und sozialutopische Programm Cabets zusammen. Es stellt das „Brudertum“ (fraternité) und das „gemeinsame Glück“ (bonheur commun) in den Vordergrund, außerdem die Grundsätze „Alle für Einen“, „Einer für Alle“, „Jedem nach seinen Bedürfnissen“ sowie „Jeder nach seinen Kräften“. Formal ein Roman, ist Voyage en Icarie eine Abhandlung über Moral, Philosophie, über soziale und politische Ökonomie.
Cabet ging 1848 mit einer Gruppe von Anhängern in die Vereinigten Staaten, wo er auf der Grundlage der in dem Werk entwickelten Ideen eine kommunistische Kolonie gründete. Verschiedene Versuche eines Gemeinwesens nach ikarischem Muster scheiterten letztlich.